# マルクス・アティリウス・レグルス (紀元前227年の執政官)
マルクス・アティリウス・レグルス（ラテン語: Marcus Atilius Regulus、生没年不詳）は紀元前3世紀中期から後期の共和政ローマの政治家・軍人。紀元前227年と紀元前217年に執政官（コンスル）、紀元前214年には監察官（ケンソル）を務めた。

## 出自
プレブス（平民）であるアティリウス氏族の出身。アティリウス氏族はパトリキ（貴族）の有力氏族であるファビウス氏族と強い関係があった。父も祖父もプラエノーメン（第一名、個人名）はマルクスである。父マルクスは紀元前267年と紀元前256年に執政官をつとめ、第一次ポエニ戦争ではカルタゴ本国のあるアフリカに侵攻したもののチュニスの戦いで敗れ、カルタゴ軍の捕虜となった。祖父マルクスも紀元前294年に執政官を務めている。ゾナラス（en）によれば、紀元前257年と紀元前250年の執政官ガイウス・アティリウス・レグルス・セッラヌスは叔父である。

## 経歴
紀元前227年、レグルスは最初の執政官に就任。同僚執政官はプブリウス・ウァレリウス・フラックスであった。執政官就任中に起きた唯一の特筆すべきできごとは、ローマ史上最初とされる「離婚」が行われたことであった。前年の執政官スプリウス・カルウィリウス・マクシムス・ルガが、不妊を理由に妻と離婚している。
紀元前217年、第二次ポエニ戦争の最中であったが、レグルスはトラシメヌス湖畔の戦いで戦死したガイウス・フラミニウスに代わって補充執政官に就任した。同僚執政官はグナエウス・セルウィリウス・ゲミヌスであった。但し、このときに軍の最高指揮権は独裁官（ディクタトル）クィントゥス・ファビウス・マクシムス・ウェッルコススが握っており、レグルスが指揮権を受領したのは同年の最後の月であった。ゲミヌスも同様であったが、レグルスもハンニバルに対して慎重な戦術を採用した。レグルスとゲミヌスは、前執政官（プロコンスル）として翌年も軍の指揮を継続することとなった。但し、ティトゥス・リウィウスによると、レグルスはローマに戻り、高齢を理由にこれを辞退した。一方でポリュビオスはレグルスもゲミヌスと共にカンナエの戦いでローマ軍中央翼を指揮し戦死したとする。現代の研究者はリウィウスの記述が正しいと考えている。
カンナエでの敗戦の後に国庫の資金が不足したため、レグルスは資金調達のための三人委員会（ラテン語: triumviri mensarii）の一人に選ばれた。紀元前214年、レグルスは監察官（ケンソル）に就任、同僚監察官はプブリウス・フリウス・ピルスであった。財源不足のために公共事業が実施できず、両監察官は「国家に対する十分な義務を果たさなかった人々」を厳しく取り調べた。多くの若いノビレス（新貴族）達がイタリアから脱出しようとしており、その中には財務官（クァエストル）のルキウス・カエキリウス・メテッルスが含まれていた。両監察官は彼らの財産を国庫に入れようとした。また、正当な理由無しに軍務を拒否した人々も同様に罰した。元老院は、これらの人々をシキリア属州に送り、戦争終了までそこで歩兵として勤務させることとした。
翌紀元前213年、前年の不祥事にもかかわらず、ルキウス・カエキリウス・メテッルスは護民官に選出され、その権限をもってレグルスとピルスを告訴しようとした。しかし他の9人の護民官は、両執政官の任期が完了するまで告訴を延期するよう、メテッルスに強要した。その後直ぐにピルスは死亡した。このため、軍務拒否者の調査は完了せず、また慣例に従ってレグルスも監察官職を辞任した。
ピルスの調査に関して、古代の資料は、多くのローマ人が契約に対する支払いと戦争奴隷の受領を戦争が終わるまで放棄し、百人隊長（ケントゥリオ）と騎兵も給与の受け取りを辞退したとしている。

## 参考資料

### 古代の資料
- ゾナラス『年代記』
- アウルス・ゲッリウス『アッティカ夜話』
- ティトゥス・リウィウス『ローマ建国史』
- ポリュビオス『歴史』
- ウァレリウス・マクシムス『有名言行録』、

### 研究書
- Korablev I. "Hannibal" - M .: Science, 1981. - 360 p.
- Broughton R. "Magistrates of the Roman Republic" - New York, 1951. - Vol. I. - P. 600.
- Klebs E. "Atilius 52" // Paulys Realencyclopädie der classischen Altertumswissenschaft . - 1896. - Bd. II, 2. - Kol. 2092-2093.
- Münzer F. "Römische Adelsparteien und Adelsfamilien" - Stuttgart, 1920. - P. 437.